# Défense Chewbacca

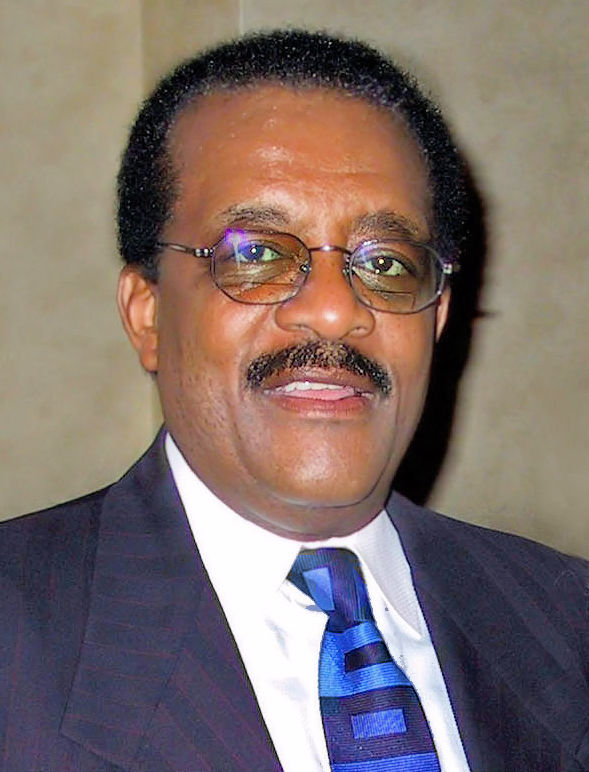
Johnnie Cochran, 2001.

La défense Chewbacca ou méthode Chewbacca — en référence au personnage de Chewbacca, du film Star Wars — est une stratégie de défense ou de propagande visant à noyer l’auditoire sous un flot d’arguments sans rapport avec l'objet du débat, de façon à le plonger dans le trouble et à lui faire oublier les arguments de la partie adverse. C’est un type de logique fallacieuse, et, plus précisément, une ignoratio elenchi (utilisation d’arguments valides pour soutenir un thème n’ayant rien à voir), et une logique non sequitur similaire à l’argumentum ad nauseam.
L’expression vient à l’origine de la série animée South Park. Dans son style hyperbolique caractéristique, le dessin animé caricature les conclusions de l’avocat Johnnie Cochran Jr dans sa défense d’O. J. Simpson lors de son procès pour meurtre.

## Origine
L’expression est utilisée pour la première fois dans l’épisode Chef Aid de South Park, diffusé pour la première fois le 7 octobre 1998, quatorzième épisode de la deuxième saison de la série. Elle est illustrée par une argumentation complètement ridicule dans un procès concernant une chanson lorsque Cochran prétend qu'il ne peut que gagner puisqu'il aime Chewbacca.

### La première plaidoirie
« Mesdames et messieurs les soi-disant jurés, l'avocat de Chef vient de tenter de vous démontrer que son client a écrit « stinky  britches » il y a vingt ans ; un dossier bien préparé. J'ai moi-même failli avoir pitié. Mais mesdames et messieurs les soi-disant jurés, j'ai un dernier argument dont vous devrez tenir compte… Membres de ce prétendu jury… voici Chewbacca ! Chewbacca est un wookiee de la planète Kashyyyk et Chewbacca réside sur la planète Endor… Si l'on y réfléchit cela n'a aucun sens, nous sommes d'accord ? Pourquoi un wookiee de deux mètres quarante, une taille imposante, choisit-il de vivre sur Endor en compagnie de tout petits Ewoks ? Ça n'a aucun sens, nous sommes d'accord ! Mais la première question que vous devez vous poser c'est : « Qu'est-ce que ceci a à voir avec cette affaire ? ». Rien du tout ! Mesdames et messieurs ceci n'a rien à voir avec cette affaire ! Ça n'a absolument aucun sens ! Regardez-moi, je suis un avocat qui défend une maison de disques importante et je viens vous parler de Chewbacca ! Cela a-t-il un sens ? Mesdames et messieurs, ce que je vous dis n'a aucun sens ! Rien de tout cela n'a de sens, alors demandez-vous, lorsque vous serez réunis pour délibérer afin d'établir en votre âme et conscience votre verdict : « Tout cela a-t-il un sens ?? » Non ! Mesdames et messieurs les soi-disant jurés, ça n'a pas de sens, nous sommes d'accord ! Si Chewbacca vit sur Endor, vous devez acquitter mon client ! J'en ai terminé. »

### La deuxième plaidoirie
«  Mesdames et messieurs les soi-disant jurés, vous allez devoir décider d'inverser votre jugement en faveur de mon client Chef. Je sais qu'il semble coupable, mais mesdames et messieurs, lui c'est Chewbacca. Maintenant, réfléchissez une minute. Ça n'a aucun sens, nous sommes d'accord. Pourquoi je vous parle de Chewbacca quand la vie d'un homme est en jeu. Pourquoi ? Je vais vous le dire : « Je n'en sais rien du tout ! ». Tout ça n'a aucun sens ! Si Chewbacca n'a aucun sens, vous devez acquitter mon client. [Il sort un singe] Oh, regardez le singe, regardez le petit singe. [La tête d'un juré explose] »

## Usages
Cette expression est utilisée dans de nombreux blogs et sur les forums de discussion Internet.
La nécrologie faite par l'Associated Press sur Cochran mentionne la parodie de la défense Chewbacca comme l'un des éléments ayant permis à cet avocat d'entrer dans la culture populaire.
Le criminologue Thomas O'Connor a dit que lorsque les preuves ADN démontrent une « inclusion », c'est-à-dire n'exonère pas un client par l'exclusion de l'échantillon d'ADN fourni, « la seule chose que vous pouvez faire est de vous attaquer au laboratoire pour ses manquements, autant sur son assurance qualité que sur l'évaluation de ses compétences, ou alors d'utiliser une « défense Chewbacca »... et d'aveugler ainsi le jury en démontrant combien les preuves et probabilités fournies par la partie adverse sont complexes et compliquées. »
Le médecin légiste Erin Kenneally a fait valoir que des contestations judiciaires sur les preuves numériques utilisent fréquemment la défense Chewbacca en présentant plusieurs autres explications des preuves médico-légales obtenues à partir d'ordinateurs et fournisseurs d'accès internet pour augmenter le doute raisonnable dans l'esprit du jury. Kenneally fournit également des méthodes pouvant être utilisées pour contrer une défense Chewbacca.
Kenneally et son collègue Anjali Swienton ont présenté ce sujet devant la cour de l'état de Floride et à la conférence annuelle de l'American Academy of Forensic Sciences de 2005
,,.
Le terme a également été utilisé dans le commentaire politique. Ellis Weiner (en), humoriste américain, écrit dans The Huffington Post que Dinesh D'Souza, commentateur politique américain, a utilisé la défense Chewbacca dans sa critique de Nancy Pelosi, présidente de la Chambre des représentants de 2007 à 2011, la définissant comme « quelqu'un exposant ses revendications en disant quelque chose de si manifestement absurde que le cerveau de l'auditeur s'arrête complètement ».
Le livre de Jay Heinrichs Thank You for Arguing indique que le terme « défense Chewbacca » s'invite dans le langage courant comme synonyme de sophisme.
Le terme a été utilisé par Paul Krugman, qui a écrit dans The New York Times que  John Taylor, économiste américain, a utilisé la défense Chewbacca comme ultime argument pour défendre sa position de politique monétaire belliciste, après avoir déclaré publiquement pendant des années qu'« un assouplissement significatif de la politique monétaire conduirait à une accélération importante de l'inflation. »

## Parallèle
La défense Chewbacca s'apparente au stratagème numéro 20 du très ancien traité de stratégie chinois Les 36 stratagèmes : ce stratagème parle de « Troubler l'eau pour prendre le poisson », c'est-à-dire donner trop d'options, noyer dans l'information, ce qui rappelle l'expression française « noyer le poisson ».